# Arama gobica
Arama gobica là một loài ruồi trong họ Tachinidae.